# Breux-sur-Avre
Breux-sur-Avre är en kommun i departementet Eure i regionen Normandie i norra Frankrike. Kommunen ligger i kantonen Nonancourt som tillhör arrondissementet Évreux. År 2022 hade Breux-sur-Avre 336 invånare.

## Befolkningsutveckling
Antalet invånare i kommunen Breux-sur-Avre
Referens:INSEE